# Dicranota lackschewitziana
Dicranota lackschewitziana är en tvåvingeart som beskrevs av Mendl 1988. Dicranota lackschewitziana ingår i släktet Dicranota och familjen hårögonharkrankar. Inga underarter finns listade i Catalogue of Life.